# Université nationale technique Ivan-Puluj de Ternopil
L'université nationale technique Ivan-Puluj (en ukrainien Тернопільський національний технічний університет імені Івана Пулюя) est une université publique qui se trouve à Ternopil, dans l'Ouest de l'Ukraine.

## Histoire
Elle porte le nom  d'Ivan Puluj, physicien, inventeur et promoteur de l'Ukraine.

## En images

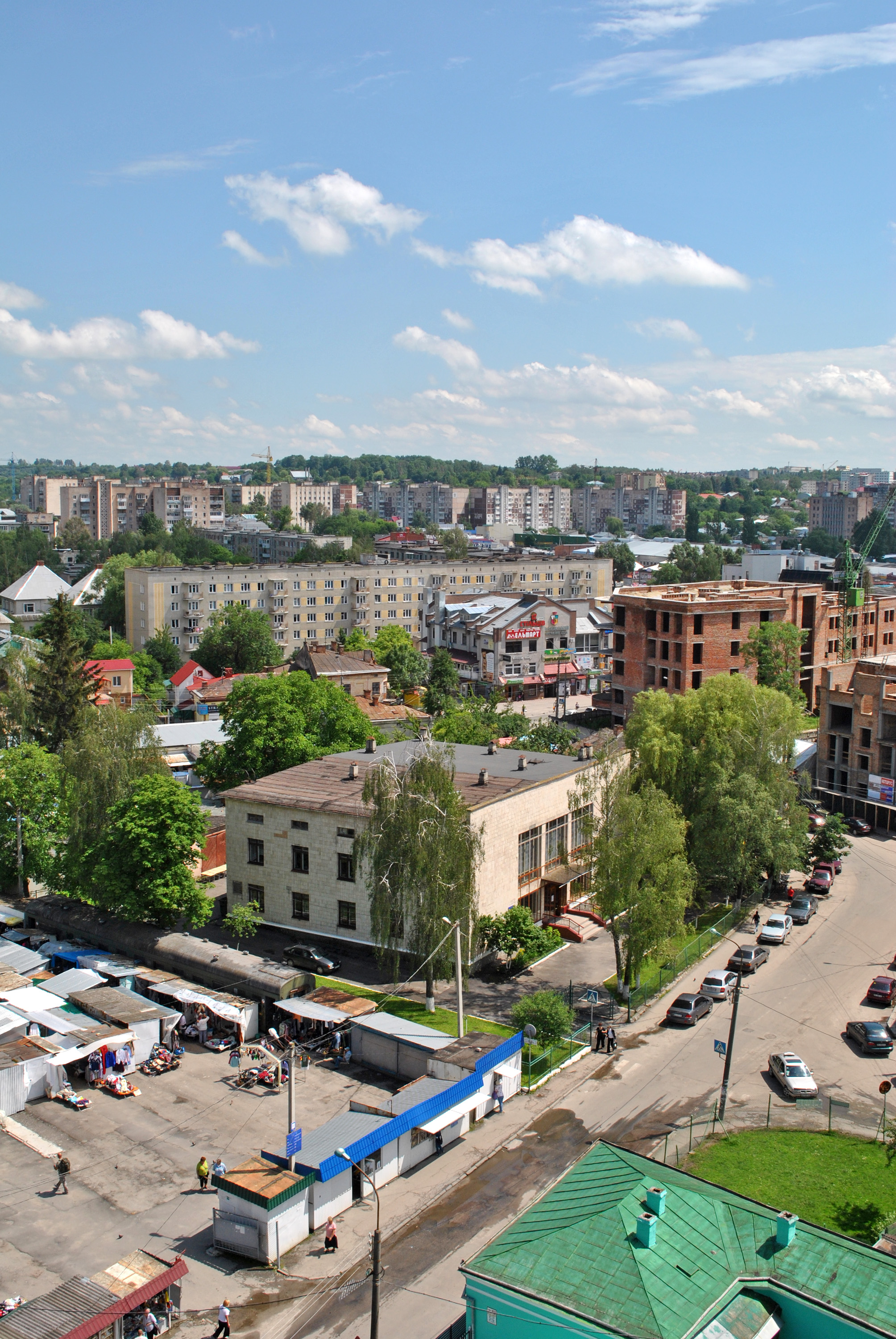
Le bâtiment de la rue Cheptytsky.
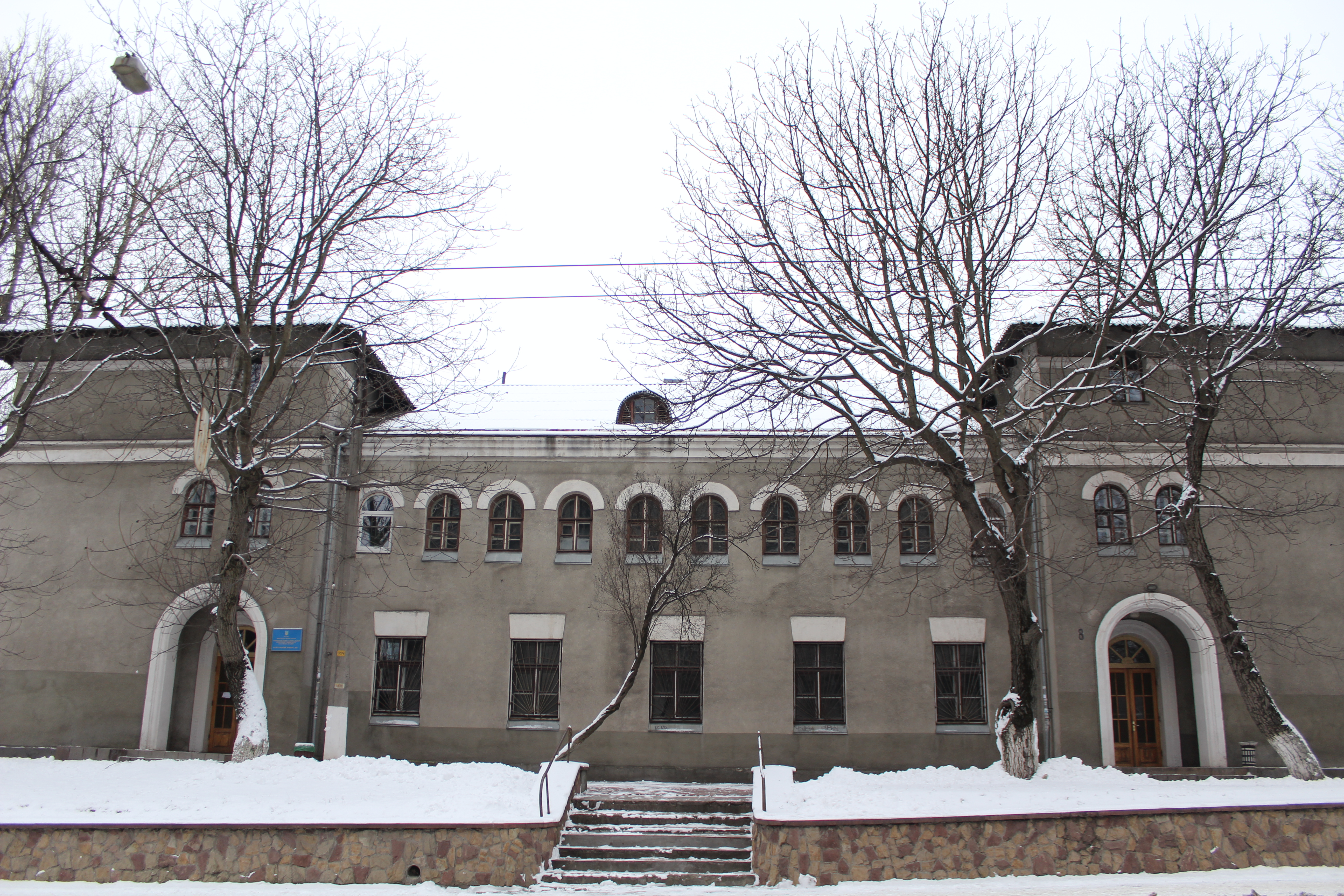
du  blv Gogol classé[1],[2].
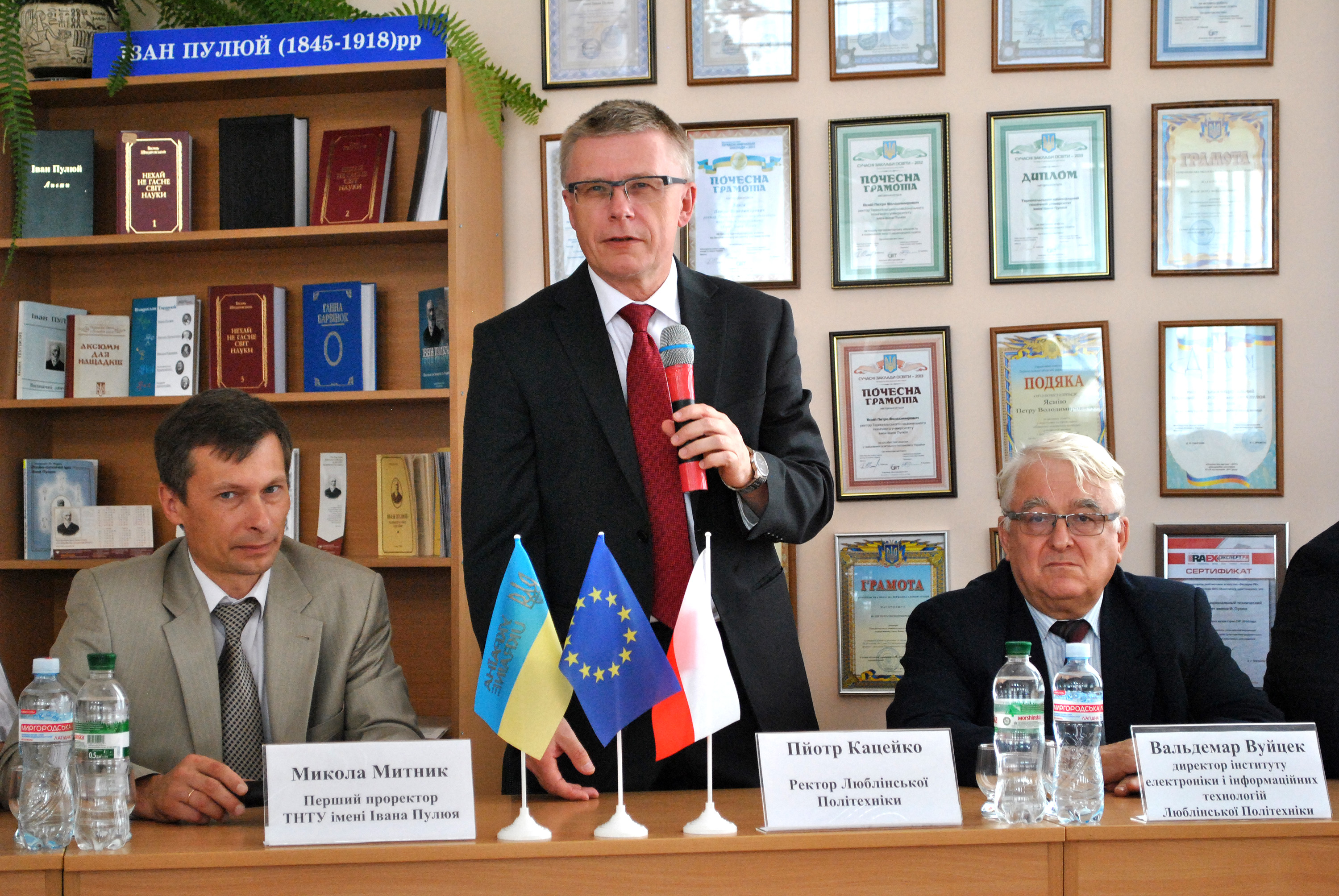
Dans sa bibliothèque.